# Kehdingen

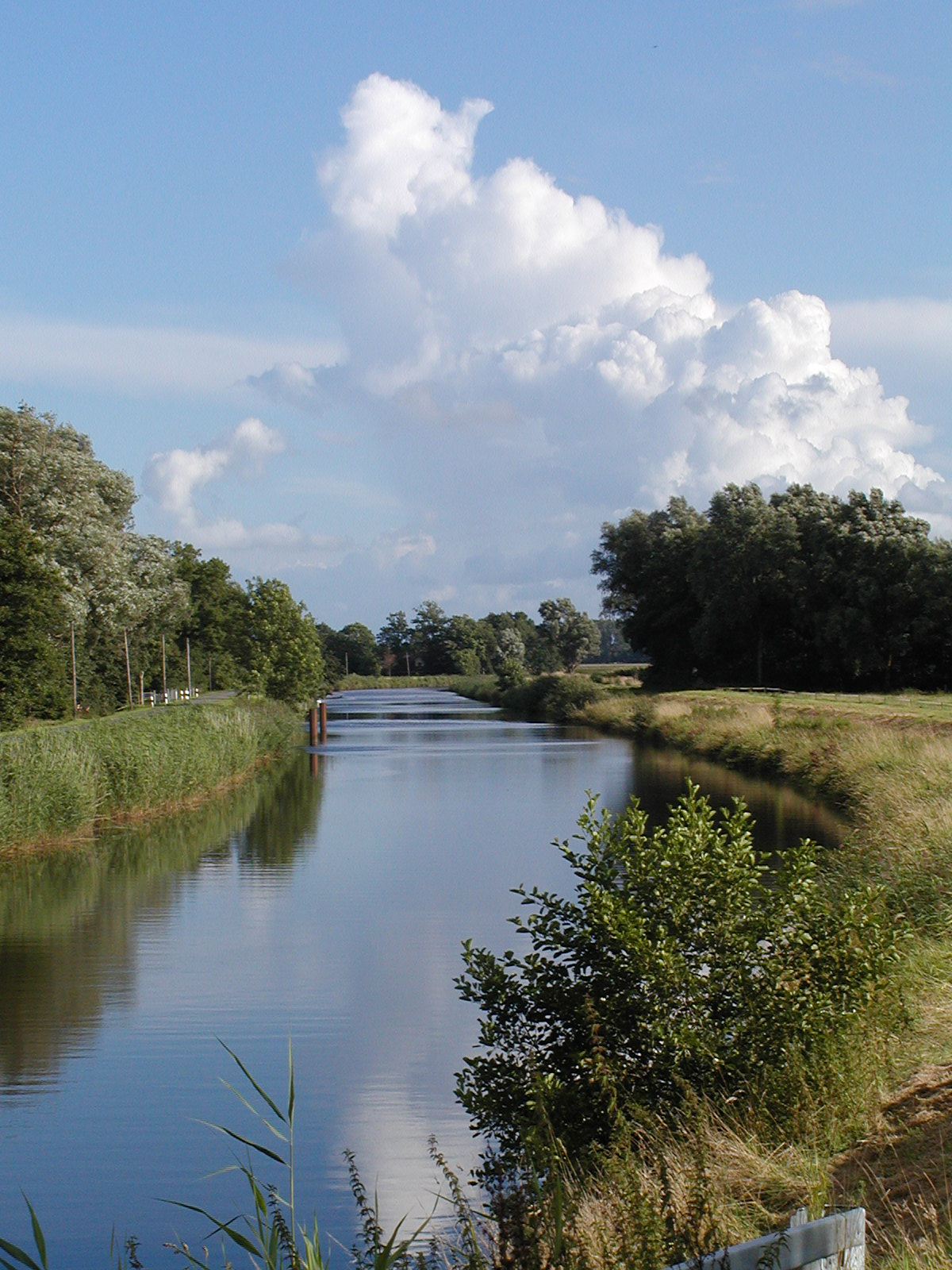
Canal de drenaj pentru asanare

Kehdingen este o regiune în districtul Stade situat pe cursul inferior al Elbei. Ea este cuprinsă între Neuhaus (Oste) la nord și orașul Stade la sud. Până în anul 1932 exista ca districtul prusac „Land Kehdingen” iar până în 1975 era dioceză evaghelico-luterană cu centrul în Drochtersen, centru care a fost mutat la 1 ianuarie 1976 în Stade.
Inițial regiunea era caracterizată prin existența smârcurilor și zonelor inundabile de luncă de-a lungul Elbei. In prezent prin construirea de diguri, și lucrări de asanare, există terenuri agricole sub nivelul mării. Cu toate acestea regiunea este mai departe un loc de popas important pentru păsărilor migratoare, care este un punct de atracție turistică. Kehdingen apare într-o serie de romane criminalistice. Agricultura practicată în regiune este reprezentată în principal prin pomicultură, creșterea vitelor.

## Localități mai importante
- Bützfleth
- Drochtersen
- Freiburg/Elbe
- Wischhafen

## Insule
- Krautsand
- Gauensieker Sand
- Asseler Sand